# Канделяриелла желточно-жёлтая
Канделяриелла желточно-жёлтая (лат. Candelariella vitellina) — вид лишайников семейства Канделяриевые.

## Синонимы
- Caloplaca vitellina (Ehrh.) Th. Fr., 1871
- Callopisma vitellinum (Ehrh.) Mudd, 1851
- Candelaria vitellina (Ehrh.) A. Massal., 1852
- Gasparrinia vitellina (Ehrh.) Tornab., 1849
- Gyalolechia vitellina (Ehrh.) Anzi, 1860
- Lecanora vitellina (Ehrh.) Ach., 1810
- Lecidea vitellina (Ehrh.) Kickx, 1835
- Lichen vitellinus Ehrh., 1785basionym
- Parmelia vitellina (Ehrh.) Ach., 1803
- Patelaria vitellina (Ehrh.) Hoffm., 1784
- Placodium vitellinum (Ehrh.) Hepp, 1853
- Placodium vitellinum var. vitellinum (Ehrh.) Hepp, 1853
- Pleochroma vitellina (Ehrh.) Clem., 1909
- Theloschistes vitellinus (Ehrh.) Norman, 1853
- Verrucaria vitellina (Ehrh.) Hoffm., 1796
- Xanthoria vitellina (Ehrh.) Th. Fr., 1861
- Zeora vitellina (Ehrh.) Flot., 1849

## Описание
Слоевище до 6 см ширины, зернистое до бородавчатого, иногда рассеянно-ареолированное, мелкочешуйчатое, иногда трещиновато-бугорчатое, желточно-жёлтое, лимонно-жёлтое или с коричневым и сероватым оттенками, матовое или со слабым блеском. Апотеции 0,5—1 мм, редко 1,5 мм в диаметре, многочисленные, сидячие. Диск плоский или слегка выпуклый, одного цвета со слоевищем или, у старых апотециев — несколько темнее, от грязно-зеленовато-жёлтого до тёмно-жёлтого и тёмно-коричневого, матовый или с лёгким блеском, с цельным или зернисто-зубчатым слоевищным краем одного цвета со слоевищем. Соредии и изидии отсутствуют. Гипотеций 80—95 мкм высоты, бесцветный. Эпитеций 6—12 мкм высоты, зернистый, золотисто-жёлтый. Гимений 60—90 мкм высоты, бесцветный. Парафизы 2—3 мкм толщиной, простые, членистые, на верхушках несколько вздутые и золотисто-жёлтые. Сумки булавовидные, с 12—32 эллипсоидными, прямыми или слабо изогнутыми, преимущественно ложнодвуклеточными спорами, 9—15×4—7 мкм. Конидии яйцевидные, 2—2,5×1,5 мкм.

## Среда обитания и распространение
Широко распространён на обработанной древесине (на досках домов, заборов и т.д.), а также на камнях и слоевищах других лишайников.
Европа, Азия, Северная Америка, Гренландия, Новая Зеландия, Австралия.
В России — арктическая и европейская части, Урал, Кавказ, Сибирь, Дальний Восток.